# Spelmanstävlingen i Söderköping 1908
Spelmanstävlingen i Söderköping 1908, var en spelmanstävling i Söderköping år 1908. Var den första spelmanstävlingen i Östergötland.

## Historik
Spelmanstävlingen i Söderköping, söndagen den 19 juli 1908 kom att bli Östergötlands första spelmanstävling. Den inleddes med att prisnämndens ordförande, musikdirektör Ragnar Darell i Linköping hälsade spelmännen välkomna. Förstapriset gick till Oskar Svensson i Linköping.
Spelmanstävlingen anordnades i samband med Nykterhetsvännernas sommarting. Tävlingen ägde rum i Brunnsbolagets gymnastiksal.

## Deltagare
Till tävlingen hade 15 deltagare anmält sig, vara 12 endast deltog vid tävlingstillfället.
- Arvid Bergvall, Höckerstad i Östra Ny socken.[2]
- Pelle Fors, Rönö socken.[2]
- Spel-Erker, Rejmyre.[2]
- Per Lundholm, Nartorp.[2]
- Pettersson, Östra Ryds socken.[2]
- Niklas Nicklasson, Tvärdala.[2]
- Alfred Wærner, Norrköping.[2]
- Helge Svensson, Hogstads socken.[2]
- Arvid Svensson, Hogstads socken.[2]
- Hjalmar Svensson, Hogstads socken.[2]
- Oskar Svensson, Linköping.[2]
- Nils Olsson, Sjögestad.[2]

## Pris
Prisomdare till tävlingen var musikdirektör Ragnar Darell i Linköping, häradshövdingen Nils Andersson i Lund, musikdirektör Adolf Löfvén i Norrköping och folkskolläraren Axel Österberg i Rejmyre.
| Pris           | Namn                                                                  | Prissumma  |
| -------------- | --------------------------------------------------------------------- | ---------- |
| 1:a pris       | Oskar Svensson, Linköping.                                            | 25 kronor. |
| 1:a pris       | Nils Olsson, Sjögestads socken.                                       | 25 kronor. |
| 2:a pris       | Arvid Bergvall, Höckerstad i Östra Ny socken.                         | 20 kronor. |
| 1:a hederspris | Erik Eriksson "Spel-Erker", Rejmyre                                   | 25 kronor. |
| 2:a hederspris | Per Lundholm, Nartorp                                                 | 20 kronor. |
| 3:e hederspris | Karl Petersson, Östra Ryd.                                            | 15 kronor. |
| 4:e hederspris | Niklas Niklasson, Tvärdala.                                           | 10 kronor. |
| Extra pris     | Pelle Fors, Rönö socken.                                              | 10 kronor. |
| Extra pris     | Alfred Wærner, Norrköping.                                            | 10 kronor. |
| Extra pris     | Helge Svensson, Hjalmar Svensson och Arvid Svensson, Hogstads socken. | 5 kronor.  |